# BNK FearX
BNK FearX는 대한민국의 리그 오브 레전드, 크레이지레이싱 카트라이더, FIFA 온라인 4, 와일드 리프트 프로게임단으로 2017년 1월 4일 창단되었다.

## 역사
리그 오브 레전드 챌린저스 코리아 스프링 2017 예선을 통과한 브레스 베타팀이 2017년 1월 4일 웹툰 서비스 업체인 배틀코믹스의 후원을 받아 '팀 배틀코믹스'라는 이름으로 창단되었고 이후 2018년 12월 19일 팀 배틀코믹스를 샌드박스 네트워크가 정식 인수하며 '샌드박스 게이밍'으로 팀명을 변경했다.
2021년 기준으로 샌드박스 네트워크와의 법인 분리를 하였고 리그 오브 레전드, 카트라이더, FIFA 온라인 4, 와일드 리프트 프로게임단을 함께 운영하고 있으며 과거에는 클래시 로얄과 배틀그라운드 프로게임단도 운영했으나 클래시 로얄 프로게임단은 2019년 12월 16일, 배틀그라운드 프로게임단은 이보다 앞선 2018년 7월 말 역사 속으로 사라졌다.
2020년 12월 15일 KB국민은행과 3년 네이밍 스폰서 계약을 체결하면서 '리브 샌드박스'로 팀명이 변경된 후 2020 LoL KeSPA컵에서부터 리브 샌드박스라는 팀명으로 활동을 시작했다. 리그 오브 레전드 팀 뿐만 아니라 카트라이더와 FIFA 온라인 4 프로게임단 역시 리브 샌드박스라는 이름으로 활동을 시작했다.
그리고 2021년 7월 14일 부산광역시와 연고지 협약을 체결하며 LCK 참가팀 중 과거 인천광역시를 연고로 두었던 농심 레드포스 이후 지역 연고제가 적용된 2번째팀에 이름을 올렸으며 그로부터 1주일 뒤인 7월 21일 KT 롤스터, T1에 이어 3번째로 와일드 리프트 프로게임단을 창단했다.
이듬해인 2022년 6월 13일에는 같은 부산광역시를 연고지로 두고 있는 KBO 리그의 팀인 롯데 자이언츠와 공동 마케팅 및 상호협력을 위한 업무협약(MOU)을 체결하였다. 이는 같은 연고지인 KBO 리그의 팀과 파트너십을 체결한 첫 사례이다.
2023년 12월 15일, FearX(피어엑스)로 팀명 변경 및 리브랜딩을 진행했다.
2024년 5월 24일, BNK금융그룹과 네이밍 스폰서 계약을 체결하면서 BNK FearX(BNK 피어엑스)로 팀명을 변경했다.

## 리그 오브 레전드

### 연혁
- 2017년 1월 4일: Breath Meta라는 이름으로 2017 리그 오브 레전드 챌린저스 코리아 스프링에 참가
- 2018년 12월 19일: 팀 배틀코믹스 인수 및 Team BattleComics로 팀명 변경
- 2018년 12월 19일: 샌드박스 네트워크에 인수 및 SANDBOX Gaming으로 팀명을 변경
- 2020년 11월 17일: LSB Challengers 창단 (2군)
- 2020년 12월 15일: KB국민은행과 네이밍 스폰서 계약 체결에 의해 Liiv SANDBOX로 팀명을 변경
- 2023년 1월 16일: Liiv SANDBOX Youth로 팀명을 변경 (2군)
- 2023년 12월 15일: FearX로 팀명을 변경
- 2024년 5월 24일: BNK금융그룹과 네이밍 스폰서 계약 체결에 의해 BNK FearX로 팀명 변경

### 소속 선수

#### 1군
- 감독: 유상욱
- 코치: 조재읍

| 이름   | 소환사명 | 포지션  | 비고 |
| ------ | -------- | ------- | ---- |
| 임성민 | Soboro   | 탑      |      |
| 전어진 | Raptor   | 정글    |      |
| 이대광 | VicLa    | 미드    |      |
| 남대근 | Diable   | AD 캐리 |      |
| 김형규 | Kellin   | 서포터  |      |

#### 2군
- 감독: 박준석
- 코치:

| 이름   | 소환사명 | 포지션 | 비고 |
| ------ | -------- | ------ | ---- |
| 송현민 | Clear    | 탑     |      |
| 김정현 | Willer   | 정글   |      |
| 김원진 | Wonjin   | 정글   | 예비 |
| 유지명 | Daystar  | 미드   |      |
| 이명준 | Envyy    | AD캐리 |      |
| 오형석 | Career   | 서포터 |      |

### 주요 성적

#### 1군
주요 대회 준우승 2회
- 리그 오브 레전드 챌린저스 코리아 스프링 2017 8위
- 리그 오브 레전드 챌린저스 코리아 서머 2017 6위
- 2017 LoL KeSPA컵 16강
- 리그 오브 레전드 챌린저스 코리아 스프링 2018 3위
- 리그 오브 레전드 챌린저스 코리아 서머 2018 준우승
- 2018 LoL KeSPA컵 8강 1라운드
- 스무살우리 리그 오브 레전드 챔피언스 코리아 스프링 2019 5위
- 우리은행 리그 오브 레전드 챔피언스 코리아 서머 2019 4위
- 2019 LoL KeSPA컵 울산 준우승
- 우리은행 리그 오브 레전드 챔피언스 코리아 스프링 2020 9위
- 우리은행 리그 오브 레전드 챔피언스 코리아 서머 2020 7위
- 2020 LoL KeSPA컵 울산 6강
- 2021 리그 오브 레전드 챔피언스 코리아 스프링 8위
- 2021 리그 오브 레전드 챔피언스 코리아 서머 5위
- 2022 리그 오브 레전드 챔피언스 코리아 스프링 9위
- 2022 리그 오브 레전드 챔피언스 코리아 서머 3위
- 2023 리그 오브 레전드 챔피언스 코리아 스프링 6위

#### 2군
- 2021 LCK 챌린저스 리그 스프링 6위
- 2021 LCK 챌린저스 리그 서머 5위
- 2021 LoL KeSPA컵 울산 8강
- 2022 LCK 챌린저스 리그 스프링 8위
- 2022 LCK 챌린저스 리그 서머 7위
- 2023 LCK 챌린저스 리그 스프링 7위

## 카트라이더

### 연혁
- 2019년 7월 8일: SAVIORS 인수 및 SANDBOX Gaming 정식 창단
- 2021년 5월 21일: KB국민은행과 네이밍 스폰서 계약 체결에 의해 Liiv SANDBOX로 팀명 변경
- 2023년 1월 9일: 크레이지레이싱 카트라이더에서 카트라이더: 드리프트로 종목 변경
- 2023년 12월 15일: FearX로 팀명 변경
- 2024년 5월 24일: BNK금융그룹과 네이밍 스폰서 계약 체결에 의해 BNK FearX로 팀명 변경

### 소속 선수
- 감독 : 박준석

| 이름     | 아이디 | 포지션        | 비고 |
| -------- | ------ | ------------- | ---- |
|          |        | 스피드 에이스 |      |
| 리우창헝 | NEAL   | 러너          |      |
| 박현수   | HyunSu | 스위퍼        |      |
| 김지민   | JiMin  | 하이브리드    |      |
| 홍승민   | Daldda | 아이템 에이스 |      |

### 주요 성적

#### 크레이지레이싱 카트라이더

##### 팀전
- 2019 KT 5G 멀티뷰 카트라이더 리그 시즌 2 우승
- 2020 SKT JUMP 카트라이더 리그 시즌 1 4위
- 2020 SKT 5GX JUMP 카트라이더 리그 시즌 2 3위
- 2021 신한은행 헤이영 카트라이더 리그 시즌 1 우승
- 2021 신한은행 헤이영 카트라이더 리그 시즌 2 우승
- 2021 신한은행 헤이영 카트라이더 리그 수퍼컵 준우승
- 2022 신한은행 헤이영 카트라이더 리그 시즌 1 3위
- 2022 신한은행 헤이영 카트라이더 리그 시즌 2 우승
- 2022 신한은행 쏠 카트라이더 리그 수퍼컵 우승

##### 개인전
- 2019 KT 5G 멀티뷰 카트라이더 리그 시즌 2 8위 (박인수)
- 2019 KT 5G 멀티뷰 카트라이더 리그 시즌 2 11위 (박현수)
- 2020 SKT JUMP 카트라이더 리그 시즌 1 준우승 (유창현)
- 2020 SKT JUMP 카트라이더 리그 시즌 1 3위 (박인수)
- 2020 SKT JUMP 카트라이더 리그 시즌 1 14위 (김승태)
- 2020 SKT JUMP 카트라이더 리그 시즌 1 21위 (박현수)
- 2020 SKT 5GX JUMP 카트라이더 리그 시즌 2 3위 (박인수)
- 2020 SKT 5GX JUMP 카트라이더 리그 시즌 2 6위 (정승하)
- 2020 SKT 5GX JUMP 카트라이더 리그 시즌 2 7위 (박현수)
- 2021 신한은행 Hey Young 카트라이더 리그 시즌 1 준우승 (박인수)
- 2021 신한은행 Hey Young 카트라이더 리그 시즌 1 3위 (박현수)
- 2021 신한은행 Hey Young 카트라이더 리그 시즌 1 8위 (김승태)
- 2021 신한은행 Hey Young 카트라이더 리그 시즌 1 10위 (정승하)
- 2022 신한은행 헤이영 카트라이더 리그 시즌 1 10위 (김승태)
- 2022 신한은행 헤이영 카트라이더 리그 시즌 1 12위 (정승하)
- 2022 신한은행 헤이영 카트라이더 리그 시즌 2 우승 (리우창헝)
- 2022 신한은행 헤이영 카트라이더 리그 시즌 2 4위 (박인수)
- 2022 신한은행 헤이영 카트라이더 리그 시즌 2 6위 (박현수)
- 2022 신한은행 쏠 카트라이더 리그 수퍼컵 준우승 (박인수)
- 2022 신한은행 쏠 카트라이더 리그 수퍼컵 3위 (리우창헝)
- 2022 신한은행 쏠 카트라이더 리그 수퍼컵 4위 (박현수)
- 2022 신한은행 쏠 카트라이더 리그 수퍼컵 9위 (김승태)
- 2022 신한은행 쏠 카트라이더 리그 수퍼컵 16위 (정승하)

#### 카트라이더: 드리프트

##### 팀전
- 카트라이더: 드리프트 리그 프리시즌 1 준우승
- 카트라이더: 드리프트 리그 프리시즌 2 준우승
- 2023 카트라이더: 드리프트 리그 준우승

##### 개인전
- 카트라이더: 드리프트 리그 프리시즌 1 준우승 (NEAL 리우창헝)
- 카트라이더: 드리프트 리그 프리시즌 1 3위 (InSoo 박인수)
- 카트라이더: 드리프트 리그 프리시즌 1 4위 (JiMin 김지민)
- 카트라이더: 드리프트 리그 프리시즌 1 6위 (HyunSu 박현수)
- 카트라이더: 드리프트 리그 프리시즌 1 20위 (SeungHa 정승하)
- 카트라이더: 드리프트 리그 프리시즌 2 준우승 (NEAL 리우창헝)
- 카트라이더: 드리프트 리그 프리시즌 2 8위 (JiMin 김지민)
- 카트라이더: 드리프트 리그 프리시즌 2 16위 (HyunSu 박현수)
- 카트라이더: 드리프트 리그 프리시즌 2 24위 (ByungSu 고병수)
- 2023 카트라이더: 드리프트 리그 준우승 (NEAL 리우창헝)
- 2023 카트라이더: 드리프트 리그 7위 (JiMin 김지민)
- 2023 카트라이더: 드리프트 리그 9위 (ByungSu 고병수)
- 2023 카트라이더: 드리프트 리그 10위 (HyunSu 박현수)
- 2023 카트라이더: 드리프트 리그 22위 (Daldda 홍승민)

## FIFA 온라인 4 (해체)
- EA 챔피언스컵 2019 스프링 준우승 (득점왕: 원창연)
- EA 챔피언스컵 2019 윈터 우승 (득점왕 및 MVP: 변우진)
- EA 챔피언스컵 2020 어텀 4위
- FIFA e컨티넨털컵 준우승 (득점왕: 원창연, 변우진)
- KT 올레티비와 LG 울트라기어가 함께 하는 eK리그 2020 3위 (제주 유나이티드 FC)

## 와일드 리프트 (해체)
- 2021 와일드 리프트 챔피언스 코리아 5위
- 2022 와일드 리프트 챔피언스 코리아 프리시즌 인비테이셔널 4위
- 2022 와일드 리프트 챔피언스 코리아 스프링 5위

## 우승 기록
- 넥슨 카트라이더 리그 2019 시즌 1 팀전
- 2019 KT 5G 멀티뷰 카트라이더 리그 시즌 2 팀전
- 2021 신한은행 헤이영 카트라이더 리그 시즌 1 팀전
- 2021 신한은행 헤이영 카트라이더 리그 시즌 2 팀전
- 2022 신한은행 헤이영 카트라이더 리그 시즌 2 팀전
- 2022 신한은행 헤이영 카트라이더 리그 시즌 2 개인전 (리우창헝)
- 2022 신한은행 쏠 카트라이더 리그 수퍼컵 팀전

## 해체된 팀
- 클래시 로얄 - 2019년 해체
- 배틀그라운드 - 2018년 해체
- 와일드 리프트 - 2022년 해체
- FIFA 온라인 4 - 2022년 해체

## 같이 보기
- 샌드박스 네트워크